# 雲南警察署
雲南警察署（うんなんけいさつしょ）は、島根県警察が管轄する警察署の一つである。

## 所在地
- 島根県雲南市三刀屋町三刀屋124番地2

## 管轄区域
- 雲南市
- 仁多郡奥出雲町
- 飯石郡飯南町

## 沿革

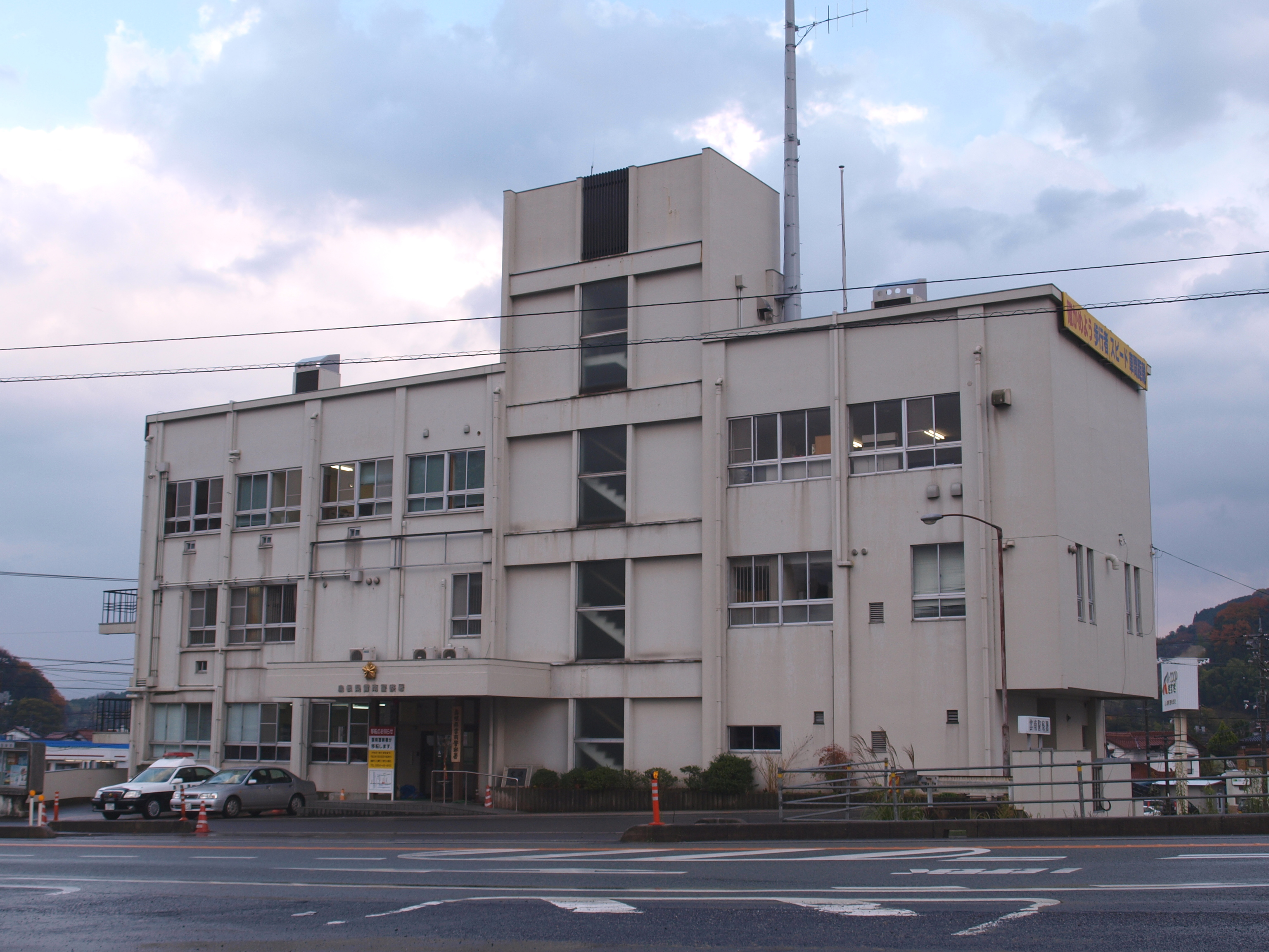
雲南警察署（旧庁舎 2008年11月）

- 2005年4月1日 木次警察署・三成警察署・掛合警察署を統合し、島根県雲南警察署となる。
- 2008年11月30日 雲南市三刀屋町の新庁舎に移転。

## 警察署
（）の中は所在地。
- 雲南警察署（雲南市三刀屋町三刀屋124番地2）

## 組織
- 総務課 - 総務係、被害者支援係、警察相談係
- 会計課 - 会計係
- 生活安全課 - 生活安全係
- 地域課 - 地域係、パトロール係
- 刑事課 - 告訴・告発対応係、捜査係、鑑識係
- 交通課 - 交通総務係、交通規制係、交通捜査係
- 警備課 - 警備係

## 広域交番
（）の中は所在地。

### 雲南市
- 掛合広域交番（雲南市掛合町掛合198番地5）

### 奥出雲町
- 三成広域交番（仁多郡奥出雲町三成846番地1）

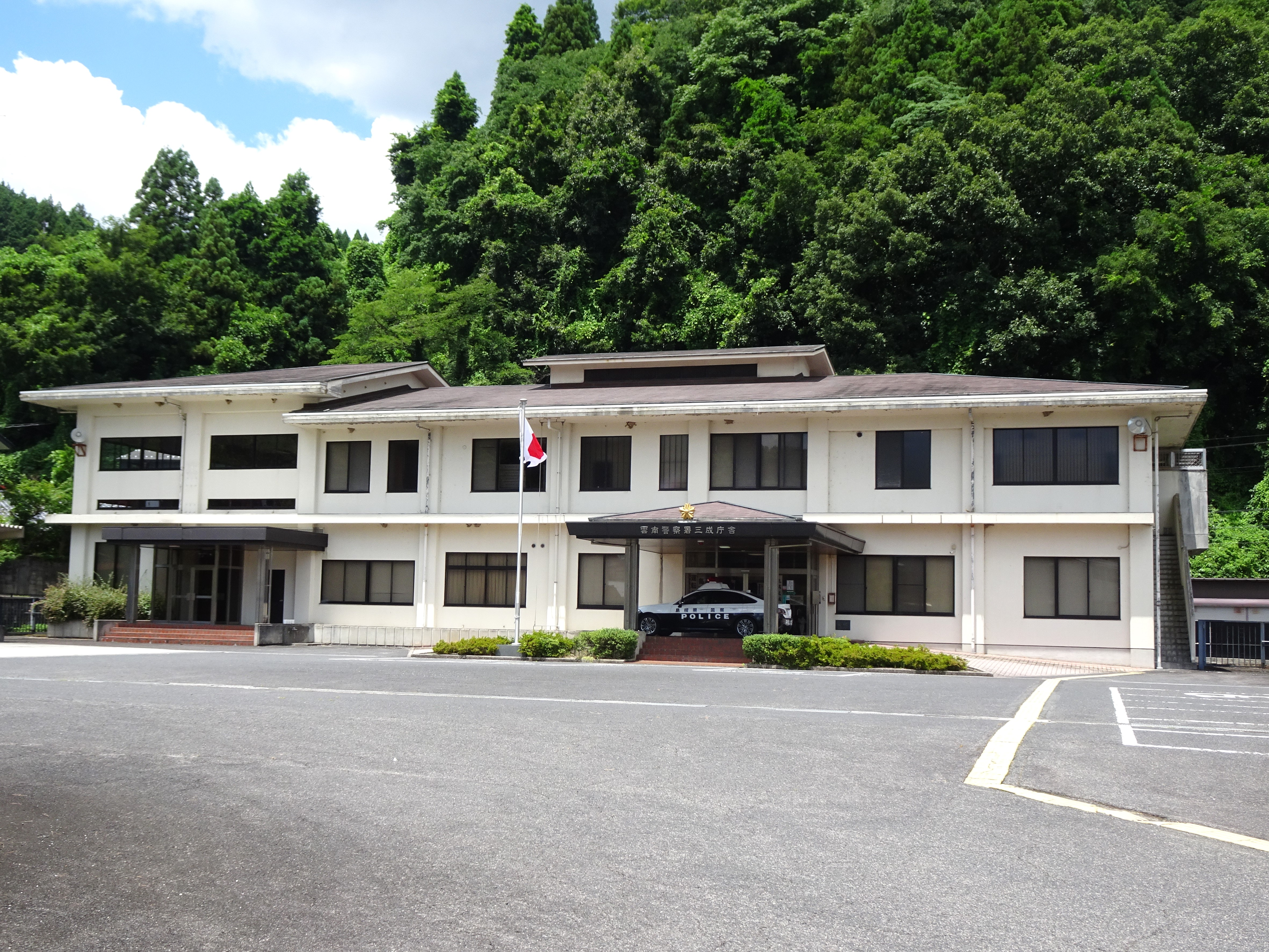
三成広域交番（旧三成警察署）

## 駐在所
（）の中は所在地。

### 雲南市
- 加茂駐在所（雲南市加茂町加茂中1023番地12）
- 大東駐在所（雲南市大東町大東2420番地13）
- 阿用駐在所（雲南市大東町東阿用776番地13）
- 海潮駐在所（雲南市大東町北村511番地5）
- 日登駐在所（雲南市木次町寺領558番地12）
- 波多駐在所（雲南市掛合町波多1139番地15）
- 吉田駐在所（雲南市吉田町吉田2332番地16）
- 田井駐在所（雲南市吉田町深野84番地7）

### 奥出雲町
- 阿井駐在所（仁多郡奥出雲町上阿井287番地10）
- 亀嵩駐在所（仁多郡奥出雲町亀嵩2212番地33）
- 横田駐在所（仁多郡奥出雲町横田888番地1）
- 八川駐在所（仁多郡奥出雲町下横田509番地33）
- 鳥上駐在所（仁多郡奥出雲町大呂1004番地12）
- 馬木駐在所（仁多郡奥出雲町大馬木1921番地8）

### 飯南町
- 赤名駐在所（飯石郡飯南町赤名1660番地1）
- 来島駐在所（飯石郡飯南町野萱314番地6）
- 頓原駐在所（飯石郡飯南町頓原1571番地6）
- 志々駐在所（飯石郡飯南町八神125番地14）